# Ponte antiga sobre o Rio Gilão

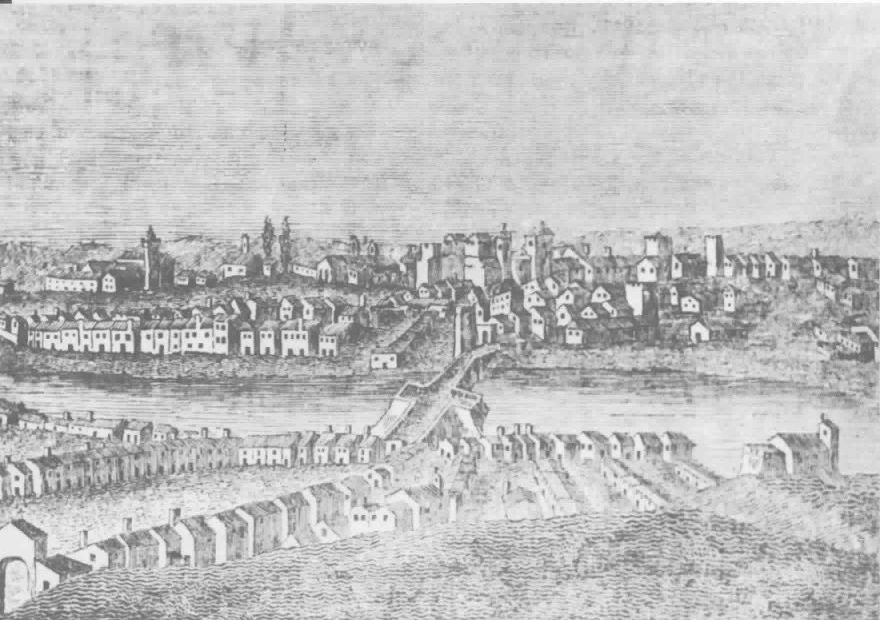
Gravura de autor desconhecido do século XVII. É visível a ponte, numa versão anterior de construção, com tabuleiro mais elevado junto com o que seria grande pilar central

A ponte antiga sobre o Rio Gilão é uma ponte localizada sobre o rio Gilão, na freguesia de Tavira (Santa Maria e Santiago), no Município de Tavira, em Portugal.
Está classificada como Imóvel de Interesse Público desde 1986.
Em 1989 uma intensa cheia destruiu dois dos arcos da ponte, tendo o exército construído uma passagem metálica provisória, a escassos metros mais a sul. As obras de reconstrução prolongaram-se até 1992 e englobaram um estudo acerca da configuração a dar ao enrocamento em torno dos pilares.